# Osborne Vixen
L'Osborne Vixen è un computer portatile presentato da Osborne Computer Corporation nel 1984 come successore dei precedenti modelli Osborne 1 e Osborne Executive. Il computer era noto anche come Osborne 4 perché fu il quarto sistema progettato da Osborne Computer Corporation: il primo prototipo della macchina, il terzo modello sviluppato dopo l'Osborne 1 e l'Osborne Executive, non fu mai commercializzato a causa del primo fallimento della società (1983). Il nuovo Vixen fu sviluppato e commercializzato dalla nuova Osborne Computer.  Il computer non riscosse un grande successo sia a causa del fallimento societario che ne rallentò lo sviluppo sia per la concorrenza dei nuovi PC IBM e del loro MS-DOS verso i sistemi CP/M come il Vixen.

## Caratteristiche tecniche
Venduto a 1.298 dollari, ha un display da 7", una tastiera integrata da 60 tasti, 2 unità a dischi da 5"¼ capaci di gestire floppy disk da 400 kB, una CPU Zilog Z80A a 4 MHz, 64 kB di RAM. Come accessorio era disponibile anche un disco rigido da 10 MB, venduto a 1.498 dollari.
Rispetto all'Osborne 1 e all'Osborne Executive, aveva dimensioni leggermente più compatte, 321×413×159 mm, ed un peso inferiore, solo 8,1 kg.

## Software
Il computer, come i suoi predecessori, era offerto con il sistema operativo CP/M e con un pacchetto di programmi per ufficio: WordStar, un editor di testo; SuperCalc, un foglio elettronico; MBASIC, un linguaggio di programmazione; Osboard, un programma di disegno; TurnKey, un'utility di sistema; MediaMaster, un software capace di convertire dati da altri sistemi; Desolation, un gioco testuale.